# الردف (موقع أثري)
الردف هي منطقة تاريخية في جنوب مدينة الطائف من منطقة مكة المكرمة غرب المملكة العربية السعودية.

## الآثار
يرجح أنها سميت بالردف من ترادف الصخور، وقد نقشت على عدد كبير من صخور هضابها تنوعت ما بين نقش واحد بالخط الثمودي يحوي اسم علم و أكثر من 60 نقشًا يعود للعصر الإسلامي المبكر تنوعت ما بين أسماء شخصيات و عبارات دعائية و أبيات شعر و حكم.